# Stamina
Stamina – szósty album studyjny polskiego rapera Gedza. Wydawnictwo ukazało się 19 listopada 2020 za pośrednictwem wytwórni muzycznej NNJL w dystrybucji Universal Music Polska.
Album jest utrzymany w stylu muzyki hip-hop. Składa się z wersji standardowej (1 CD).
Płyta dotarła do 5. miejsca polskiej listy sprzedaży – OLiS. Wydawnictwo uzyskało status złotej płyty, przekraczając liczbę 15 tysięcy sprzedanych kopii. 

## Lista utworów
Opracowano na podstawie materiału źródłowego. 
| Stamina – Wersja standardowa | Stamina – Wersja standardowa                 | Stamina – Wersja standardowa |
| Nr                           | Tytuł utworu                                 | Długość                      |
| ---------------------------- | -------------------------------------------- | ---------------------------- |
| 1.                           | „Kamikaze”                                   | 2:59                         |
| 2.                           | „Yin Yang” (oraz Taco Hemingway, Sokos)      | 3:54                         |
| 3.                           | „Krzyż” (oraz 808Bros)                       | 3:04                         |
| 4.                           | „Panamera”                                   | 2:55                         |
| 5.                           | „Leci nowy Darek”                            | 3:13                         |
| 6.                           | „Tryb samolotowy” (oraz Frank Leen, Grrracz) | 3:38                         |
| 7.                           | „OCB”                                        | 3:56                         |
| 8.                           | „Wenflon”                                    | 3:10                         |
| 9.                           | „SL 500”                                     | 3:45                         |
| 10.                          | „Zasięg” (oraz 808Bros & Michał Anioł)       | 3:24                         |
| 11.                          | „Urwis”                                      | 2:44                         |
| 12.                          | „Gehenna”                                    | 2:43                         |
| 13.                          | „Chcx Chcx” (oraz 808Bros)                   | 3:34                         |
|                              |                                              | 42:59                        |

## Pozycja na liście sprzedaży

### Pozycja na liście tygodniowej
| Kraj   | Lista (2020)  | Najwyższa pozycja |
| ------ | ------------- | ----------------- |
| Polska | OLiS – albumy | 5                 |

## Certyfikat
| Kraj          | Certyfikat  | Sprzedaż |
| ------------- | ----------- | -------- |
| Polska (ZPAV) | złota płyta | 15 000+  |